# Lutte biologique contre l'ajonc en Nouvelle-Zélande

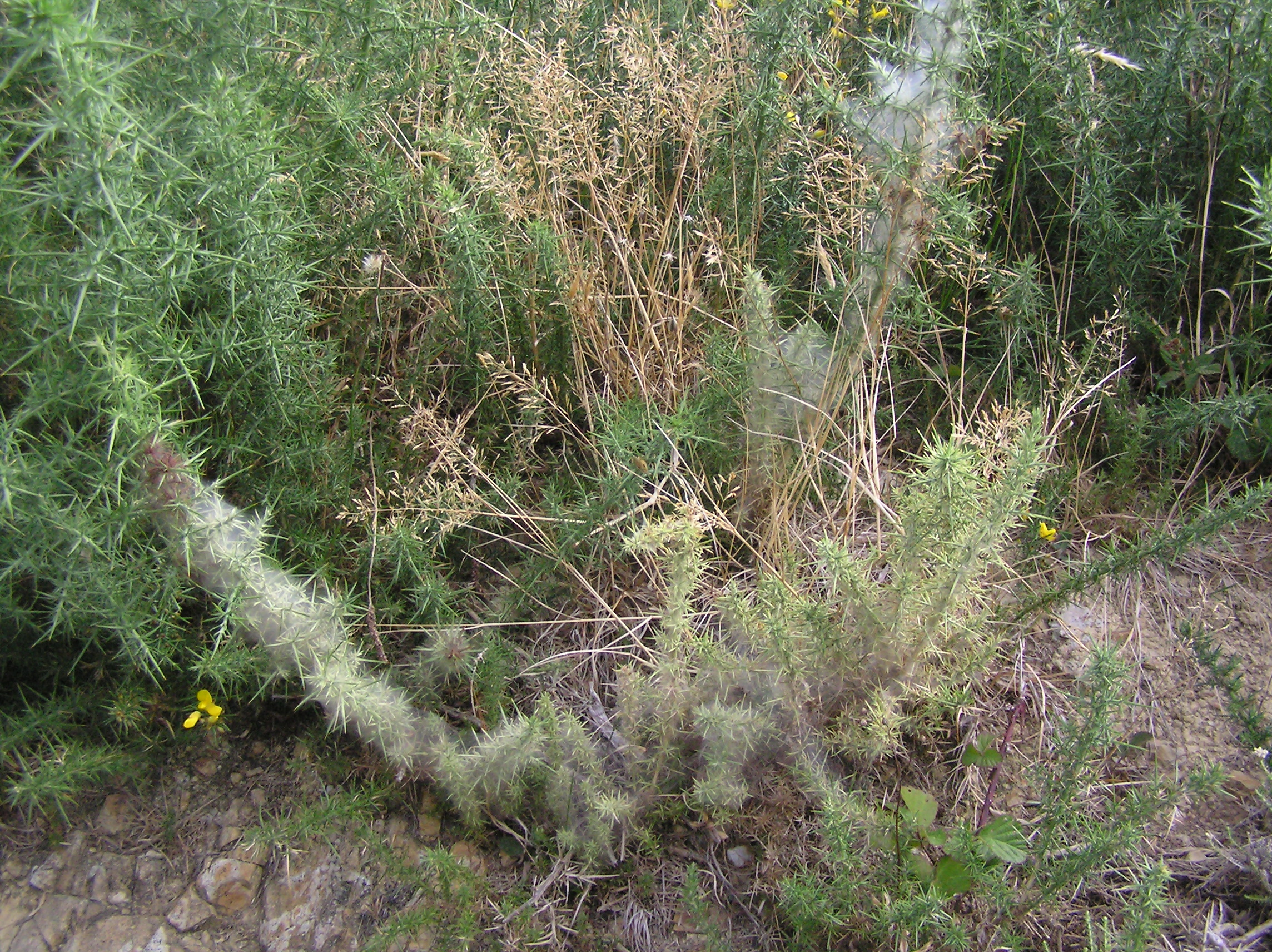
Un voile de l'acarien Tetranychus lintearius sur des ajoncs à Wellington.

Il existe des programmes de lutte biologique contre l'ajonc en Nouvelle-Zélande depuis l'introduction du charançon des graines de l'ajonc (Exapion ulicis (en)) en 1928. La lutte biologique consiste à utiliser des mécanismes naturels tels que la prédation pour limiter la croissance et la prévalence d'un ravageur ou d'une espèce envahissante. Les recherches sur le contrôle biologique de l'ajonc commun (Ulex europaeus) en Nouvelle-Zélande ont fait partie des premiers de ces programmes dans le monde.

## Contexte
L'ajonc a été introduit en Nouvelle-Zélande par des missionnaires au début de la colonisation européenne et y est rapidement devenu une plante de haie populaire, largement utilisée comme matériau de clôture jusqu'aux années 1950, date à laquelle il a été largement remplacé par des fils et des poteaux. C'est encore un matériau de clôture courant dans les plaines de Canterbury, où il était le plus populaire. Il s'est établi très rapidement et le manque de prédateurs naturels ou d'autres obstacles lui a permis de se propager rapidement, fleurissant plus longtemps et atteignant une taille plus grande qu'en Europe.
L'ajonc est une plante extrêmement rustique qui forme des fourrés denses sur les anciennes forêts indigènes ou des terres agricoles productives ; toute tentative de destruction par brûlage ou pulvérisation d'herbicides entraîne souvent une repousse rapide et généralisée. Les graines sont produites en grand nombre et peuvent rester dormantes dans le sol pendant de longues périodes.

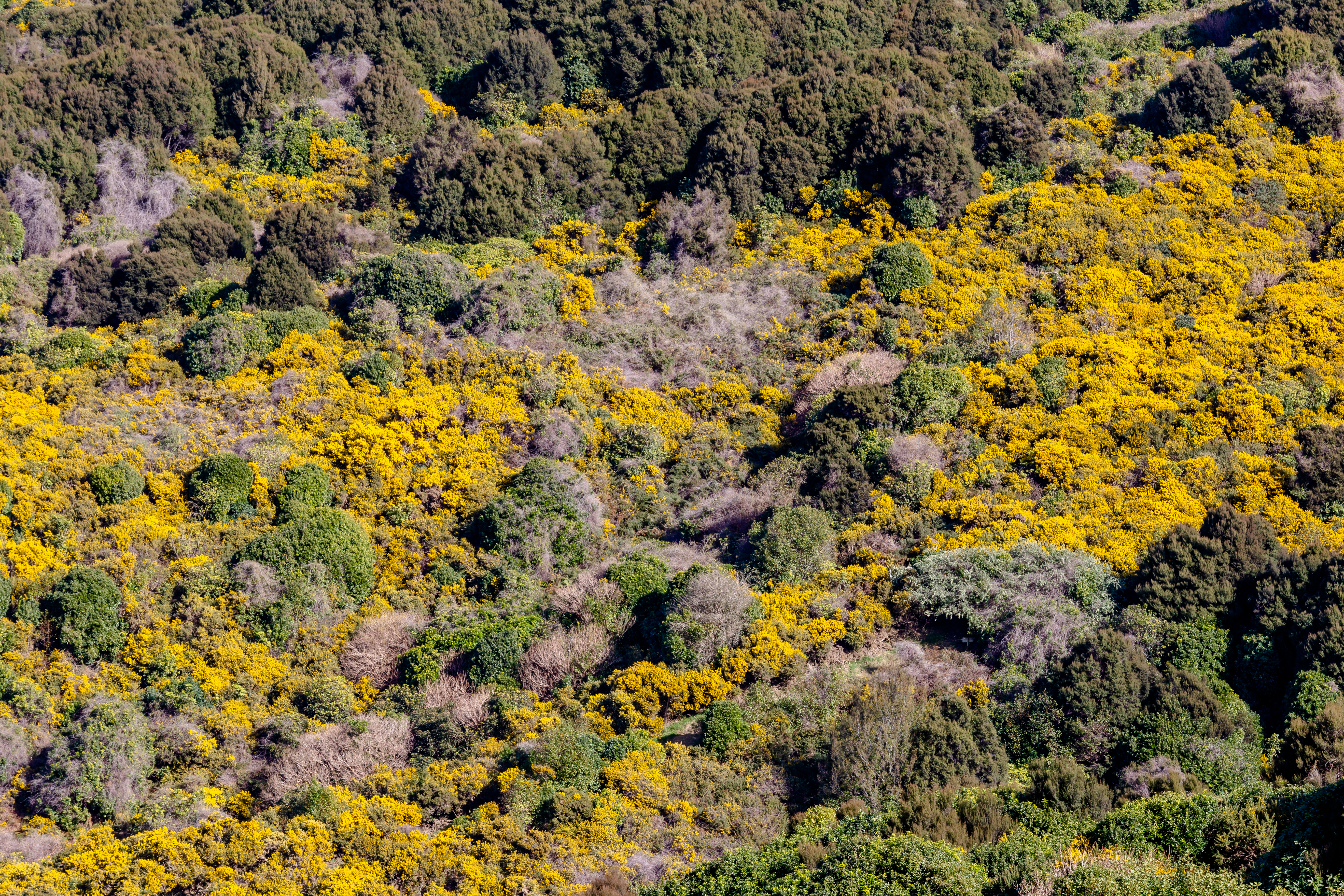
Dans la, l'ajonc est envahi par des arbres indigènes.

Bien que l'ajonc ait été identifié comme une mauvaise herbe majeure en Nouvelle-Zélande en 1859 et déclarée mauvaise herbe nuisible par le Parlement dès 1900, ses utilisations agricoles expliquent que la lutte biologique n'a pas été considérée comme un moyen de la contrôler avant les années 1920. Même alors, la recherche d'agents possibles était limitée à ceux qui contrôleraient sa croissance en endommageant son système reproducteur sans affecter son feuillage.
Dans les années qui ont suivi les recherches de la fin des années 1920, de plus en plus d'objections à la lutte biologique ont été soulevées par les écologistes, y compris le concept selon lequel il est risqué d'introduire une nouvelle espèce dans un écosystème déjà compromis, voire d'en détruire une précédemment introduite. Il a aussi été soutenu que l'ajonc avait des utilisations au-delà de ses origines coloniales comme plante de clôture, par exemple comme source de nourriture pour les abeilles au début du printemps. Les membres du conseil de l'environnement de la baie de l'Abondance ont noté que l'ajonc sert de « plante de pépinière » utile pour les semis indigènes : il fournit l'abri et la haute teneur en azote du sol nécessaire à ceux-ci, puis, étant moins tolérant à l'ombre, leur cède la place lorsqu'une jeune forêt indigène s'est établie. Cette approche a été appliquée avec succès dans la réserve d'Hinewai (en), sur la péninsule de Banks, le remplacement des ajoncs prenant beaucoup moins de temps que celui des mānuka ou des kānuka habituels. Cependant, des experts comme l'écologiste Ian Popay soutiennent que la forêt qui en résulte est différente de celle qui aurait poussé sans la présence d'ajoncs, et que cette altération n'est pas « naturelle ». Le Conseil régional de Hawke's Bay est d'avis que cultiver la forêt indigène de cette manière est risqué et ne peut être recommandé, bien que le Ministère de la Conservation fournisse un guide pratique pour le faire.

## Agents de lutte biologique
Depuis 1928, sept agents de lutte biologique ont été libérés en Nouvelle-Zélande. Les résultats ont été mitigés, mais en général, ni les insectes se nourrissant de graines ni ceux se nourrissant de feuillage ne causent suffisamment de dégâts pour être viables en tant qu'agents de contrôle autonome.

### Exapion ulicis(charançon de l'ajonc)

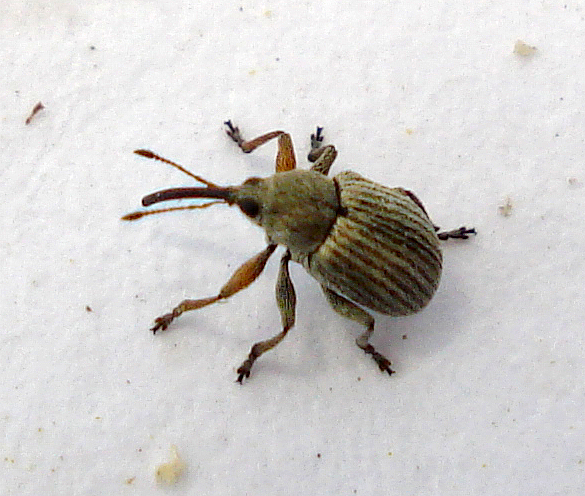
E. ulicis adulte.

Bien que le charançon Exapion ulicis (en) adulte cause des dommages visibles au feuillage de l'ajonc en s'en nourrissant, cela ne suffit pas à retarder la croissance de manière mesurable ; cet agent est cependant efficace parce que ses larves éclosent dans la gousse d'ajonc et détruisent les graines en s'en nourrissant.
Des recherches au Royaume-Uni en 1928 ont suggéré qu'Apion ulicis, comme on l'appelait alors, serait un agent de contrôle efficace ; sur la base de ces recommandations, il a été importé en Nouvelle-Zélande cette année-là. La diffusion généralisée du charançon a été réalisée entre 1931 et 1947. Cependant, l'ajonc est bivoltin en Nouvelle-Zélande (2 floraisons par an), et le charançon univoltin (1 génération par an) n'était efficace qu'au printemps. E. ulicis n'a donc réduit la production annuelle de graines que d'environ 35 %. Malgré cela, son succès apparent — la destruction régulière d'environ 90% des graines produites au printemps — a contribué à retarder la recherche d'autres agents de lutte biologique jusqu'à bien plus tard dans le siècle.

### Tetranychus lintearius(tétranyque des ajoncs)

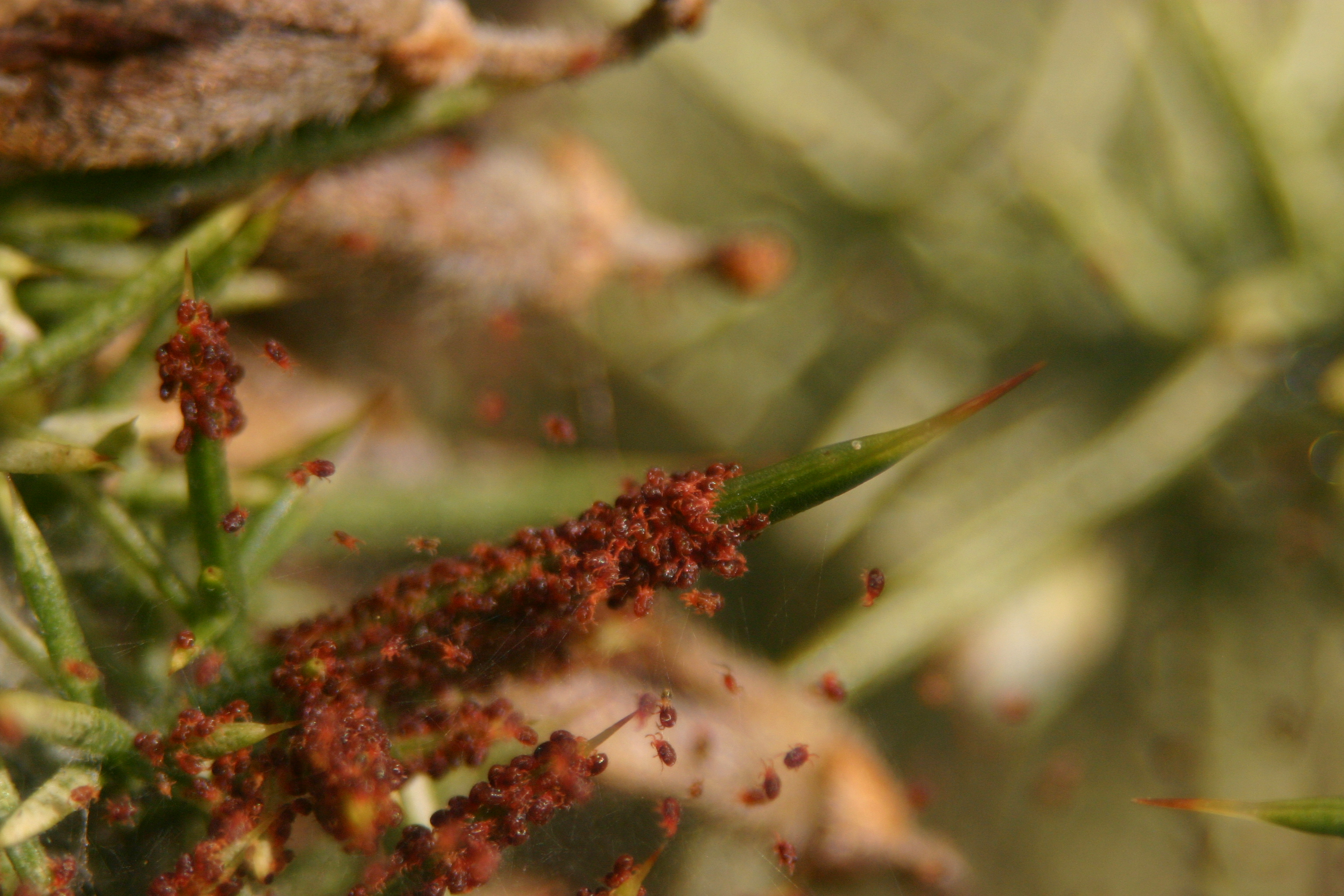
T. lintearius sur un ajonc à Wellington.

Originaire d'Europe, Tetranychus lintearius est un acarien spécifique à l'ajonc qui vit en colonies sous des voiles de soie sur cette plante. Il endommage la plante en se nourrissant de ses tissus et peut réduire considérablement sa croissance et sa floraison. Il est considéré comme l'agent de lutte biologique contre l'ajonc le plus efficace en Europe.
Une population de T. lintearius du Royaume-Uni a été introduite en Nouvelle-Zélande en 1989, mais elle ne s'est pas bien comportée dans des régions où les précipitations et les températures sont plus élevées. Cinq nouvelles populations d'Espagne et du Portugal sélectionnées pour mieux correspondre au climat de ces régions se sont avérées plus performantes. L'acarien est maintenant établi dans toute la Nouvelle-Zélande, malgré sa prédation par Stethorus bifidus et Phytoseiulus persimilis, un acarien délibérément introduit pour lutter contre les acariens nuisibles.

### Sericothrips staphylinus(thrips de l'ajonc)
Introduit en 1990, le thrips de l'ajonc Sericothrips staphylinus, spécifique à l'hôte, est largement établi, mais il ne s'est pas propagé bien au-delà de ses sites de lâcher, car les individus ailés sont relativement rares. Il se nourrit de feuillage d'ajoncs à tous les stades de son cycle biologique et peut réduire sa croissance d'environ 10 à 20 %.

### Agonopterix umbellana(pyrale des pousses molles de l'ajonc)

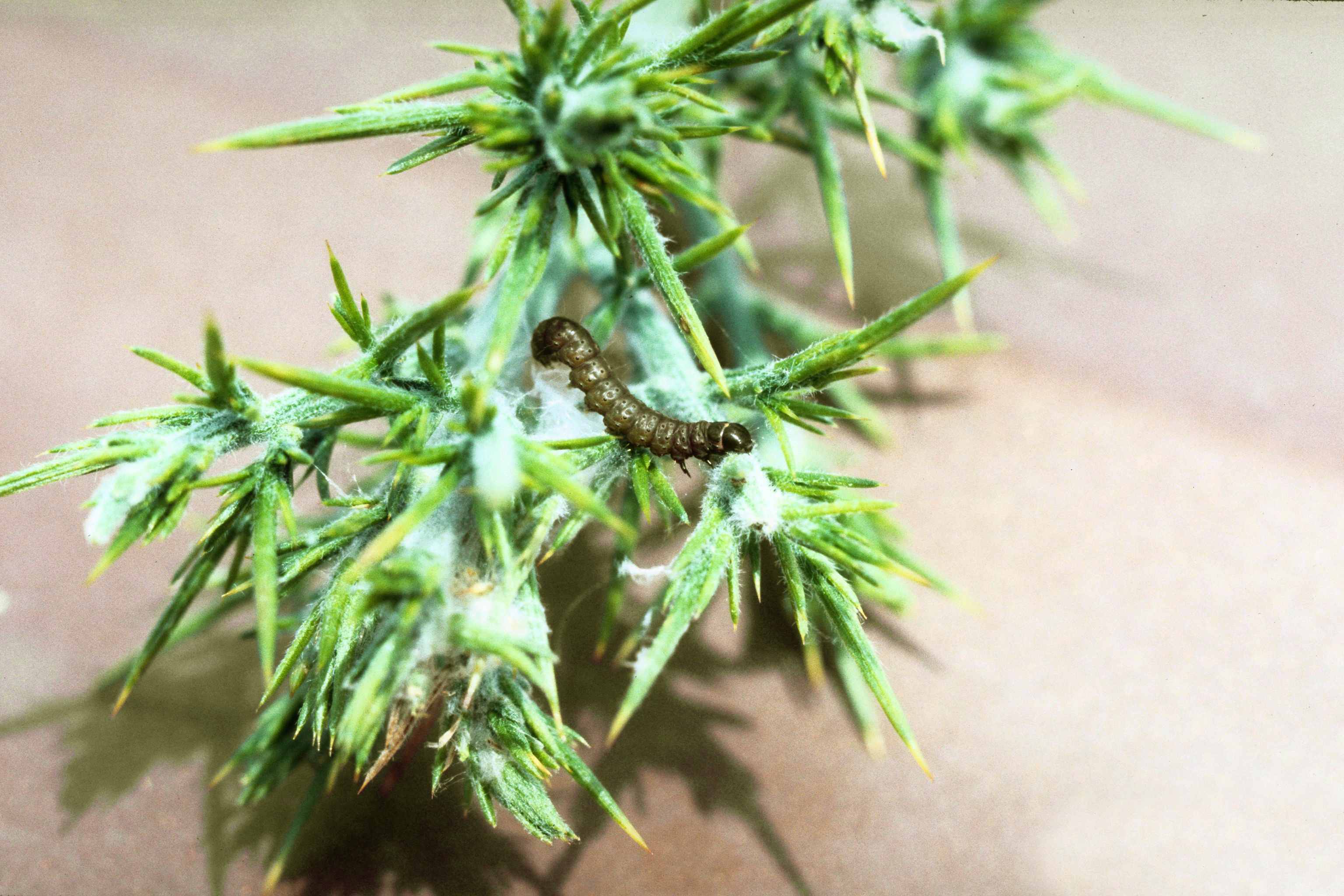
Une chenille d'A. ulicitella sur des feuilles d'ajonc.

Les chenilles d’Agonopterix umbellana (en) se nourrissent de jeunes ajoncs. Bien qu'importée pour la première fois en 1983, cette espèce n'a pas été immédiatement libérée, car on craignait qu'elle ne soit pas spécifique à cet hôte. Bien qu'elle ait été relâchée plusieurs fois depuis 1990, sa dispersion a été très limitée.

### Cydia succedana(pyrale de l'ajonc)

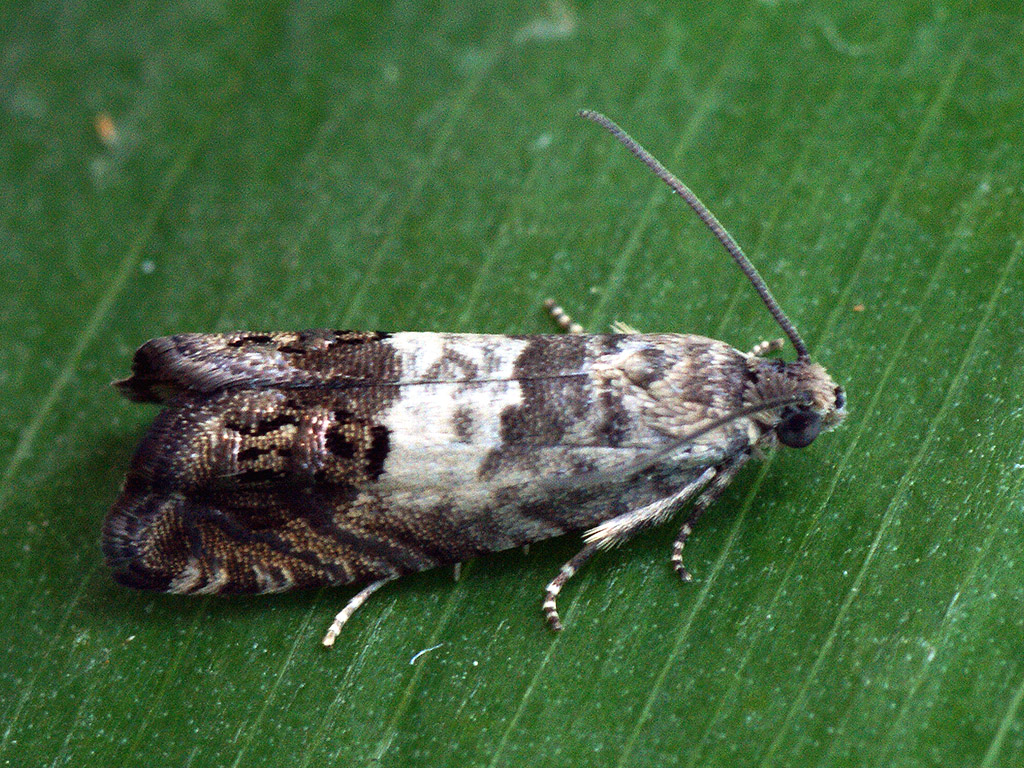
C. succedana adulte.

Les chenilles de Cydia succedana (en) se nourrissent de graines d'ajoncs. Comme cette pyrale est bivoltine (2 générations par an), elle a été sélectionnée pour être relâché en 1992 afin de compléter les populations d’Exapion ulicis (en) existantes. Elle s'est maintenant établie en Nouvelle-Zélande, les deux agents réunis pouvant détruire jusqu'à 90 % de la production annuelle de graines.

### Scythris grandipennis

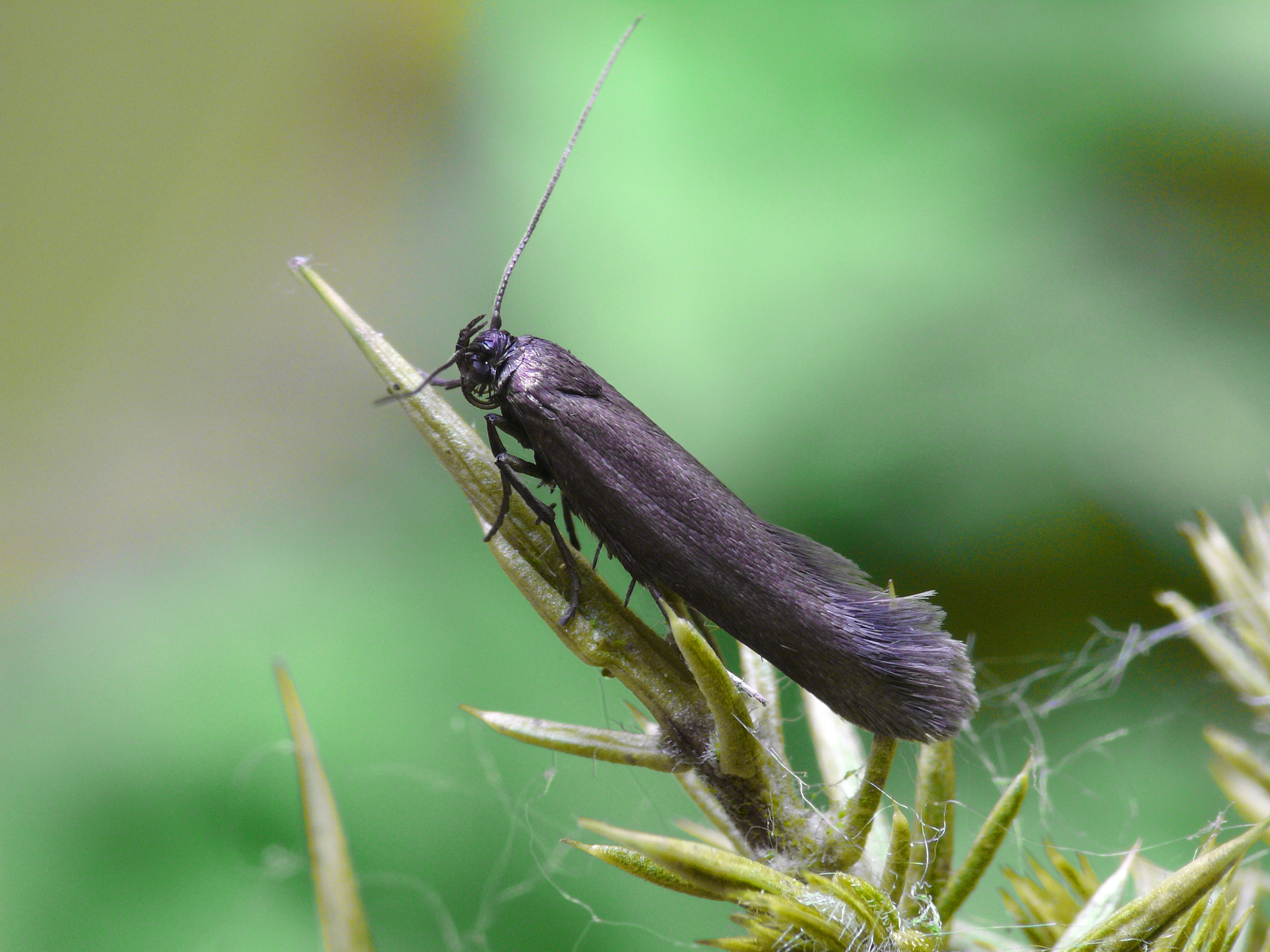
S. grandipennissur la pointe d'un ajonc

Scythris grandipennis (en) est un papillon nocturne dont les larves se nourrissent du feuillage mature des ajoncs en hiver. Après d'importantes difficultés à cultiver cette espèce en laboratoire, elle a été relâchée une fois en 1993 et ne s'est pas établie en Nouvelle-Zélande.

### Pempelia genistella
Les chenilles de la pyrale univoltine Pempelia genistella (en) se nourrissent également du feuillage des ajoncs. Cette espèce a été relâchée deux fois, trois ans après son introduction en 1995, mais on ne sait pas encore si elle s'est établie,.

### Animaux de pâturage
Des animaux comme les moutons et les bovins n'ont pas été introduits délibérément pour freiner la croissance des ajoncs, mais leur pâturage contrôlé peut effectivement limiter leur croissance, que ce soit dans les pâturages ou dans les forêts de pins de Monterey (Pinus radiata). Les chèvres sont utilisées pour lutter contre les ajoncs et autres mauvaises herbes depuis 1927 environ ; elles sont capables d'éliminer de vastes zones d'ajoncs en quatre ans.

## Possibilités futures
Des recherches ont été menées sur l'utilisation de champignons comme Fusarium tumidum comme mycoherbicide (en) potentiel, ainsi que sur l'utilisation d'espèces indigènes ou d'autres espèces naturellement nuisibles comme le nématode Ditylenchus dipsaci. La dispersion des deux espèces indigènes connues pour endommager les ajoncs, la pyrale Anisoplaca ptyoptera (en) et le capricorne Oemona hirta (en), n'est pas recommandée : ils ne sont pas suffisamment spécifiques à l'ajonc et peuvent causer des dommages à d'autres plantes.